# Trò chơi điện tử
Trò chơi điện tử (tiếng Anh: electronic game) là một trò chơi sử dụng các thiết bị điện tử để tạo ra một hệ thống tương tác mà người chơi được trải nghiệm. Trò chơi video là hình thức trò chơi điện tử phổ biến nhất hiện nay và vì lý do này, hai thuật ngữ thường được sử dụng thay cho nhau. Các hình thức phổ biến khác của trò chơi điện tử bao gồm các sản phẩm như trò chơi điện tử cầm tay, hệ thống độc lập (ví dụ: pinball, slot machine hoặc các máy trò chơi arcade cơ điện) và các sản phẩm không trực quan độc quyền (ví dụ: trò chơi âm thanh).

## Các trò chơi dùng điện báo đánh chữ
Hình thức sớm nhất của trò chơi máy tính để đạt được bất kỳ cấp độ sử dụng chủ đạo nào trò chơi đánh chữ bằng máy điện báo (dựa trên nền tảng chữ và số).
Các trò chơi Teletype thiếu màn hình hiển thị video và thay vào đó trình bày trò chơi cho người chơi bằng cách in một loạt các ký tự trên giấy mà người chơi đọc khi nó xuất hiện từ trục lăn. Thực tế điều này có nghĩa là mỗi hành động được thực hiện sẽ yêu cầu một dòng giấy và do đó, một bản ghi cứng của trò chơi vẫn còn sau khi nó được chơi. Điều này tự nhiên có xu hướng giảm kích thước của không gian chơi game hoặc thay vào đó để yêu cầu một lượng lớn giấy.
Khi màn hình máy tính trở thành tiêu chuẩn trong sự phát triển của máy tính thế hệ thứ ba, phân tích ngôn ngữ dựa trên dòng lệnh dựa trên văn bản Các trò chơi đánh chữ của máy điện báo chuyển sang tương tác trực quan giả tượng cho chiều sâu gameplay lớn hơn và giảm yêu cầu giấy. Quá trình chuyển đổi này được đi kèm với một sự thay đổi đồng thời từ môi trường máy tính lớn sang máy tính cá nhân.
Ví dụ về các trò chơi Teletype dựa trên số và chữ bao gồm:
- The Oregon Trail (1971) - phiên bản sớm nhất
- Trek73 (1973)
- Dungeon (1975)
- Super Star Trek (1975)
- Colossal Cave Adventure (1976) - phiên bản sớm nhất
- Zork (1977) - phiên bản sớm nhất

## Máy chơi trò chơi điện tử cầm tay

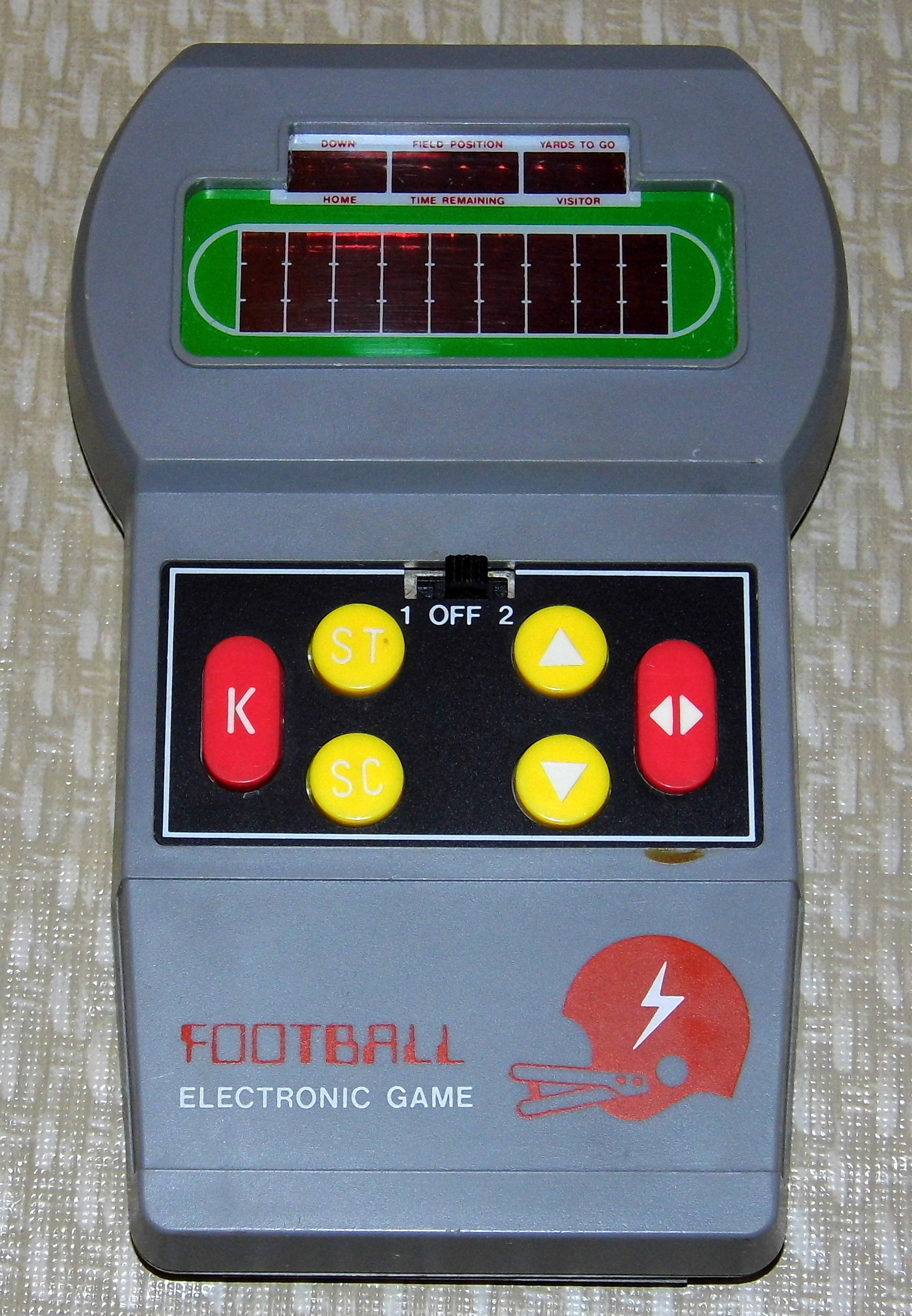
Máy chơi điện tử bóng đá cầm tay được bán bởi Sears, khoảng 1975.

Hình thức sớm nhất của bảng điều khiển chuyên dụng, trò chơi điện tử cầm tay được đặc trưng bởi kích thước và tính di động của chúng. Được sử dụng để chơi các trò chơi tương tác, các trò chơi điện tử cầm tay thường là các phiên bản thu nhỏ của các trò chơi video. Các nút điều khiển, màn hình và loa đều là một phần của một bộ phận đơn lẻ, và thay vì màn hình đa năng được tạo thành từ một lưới các pixel nhỏ, chúng thường có màn hình tùy chỉnh được thiết kế để chơi một trò chơi.
Đầu ra trực quan của các trò chơi này có thể đến từ một vài bóng đèn nhỏ hoặc đèn LED đến màn hình chữ số giống như máy tính; Sau đó, phần lớn chúng bị thay thế bởi màn hình hiển thị huỳnh quang chân không và màn hình tinh thể lỏng với hình ảnh chi tiết và trong trường hợp trò chơi VFD, màu sắc. Thiết bị cầm tay phổ biến nhất từ cuối những năm 1970 đến đầu những năm 1990. Chúng đều là tiền thân và thay thế giá rẻ cho máy chơi trò chơi điện tử video cầm tay.
Ví dụ về các máy chơi game cầm tay bao gồm:
- Mattel Auto Race (1976)
- Simon (1978)
- Merlin (1978)
- Game & Watch (1979)
- MB Omni (1980)
- Bandai LCD Solarpower (1982)
- Entex Adventure Vision (1982)
- Lights Out (1995)

## Máy bắn bi và các thiết bị tương tự

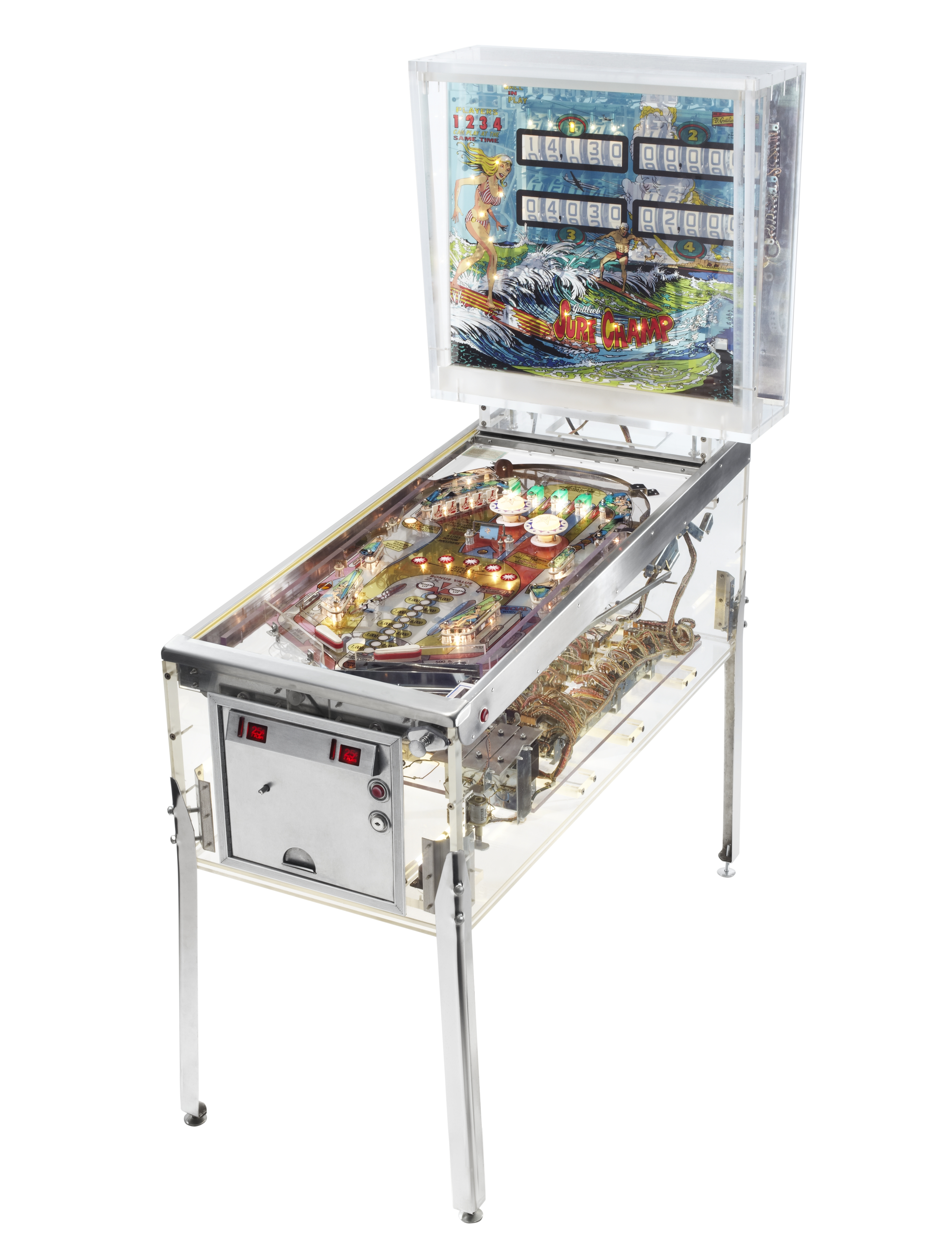
Bảo tàng Pinball Thái Bình Dương đã tạo ra một máy bắn bi điện cơ với vách trong suốt để hiển thị cách hoạt động bên trong máy.

Kể từ khi công nghệ điện cơ học được áp dụng vào máy pinball trong trò chơi Contact năm 1933, pinball ngày càng phụ thuộc vào điện tử để ghi điểm trên bảng sau và tạo những tác động nhanh trên bàn chơi (như bumpers và flippers) để mang lại trải nghiệm chơi hấp dẫn. Khác với những trò chơi có màn hình hiển thị điện tử, pinball vẫn giữ màn hình vật lý được nhìn thấy trên bàn chơi thông qua kính. Các dạng trò chơi tương tự như pachinko cũng ngày càng phụ thuộc vào điện tử trong thời đại hiện đại.
Các bảng điều khiển cơ học từ thập kỷ 1950 và 1960 đã được thay thế bằng vi xử lý và hiển thị số từ những năm 1970. Máy pinball đầu tiên sử dụng vi xử lý là Flicker của Bally vào năm 1974. Công nghệ này đã mang đến sự thay đổi lớn cho pinball, với luật chơi phức tạp hơn, hiệu ứng âm thanh số và giọng nói.
Thời kỳ bùng nổ của trò chơi điện tử trong những năm 1980 đã làm giảm doanh thu pinball. Tuy nhiên, sáng tạo trong ngành đã thay đổi cách chơi pinball với âm thanh nói, đường ramp, trò chơi nhiều cấp độ và đèn nhấp nháy. Mặc dù không thành công như mong đợi, những tính năng này đã ảnh hưởng lớn trong suốt nhiều thập kỷ sau đó.
Ví dụ về trò chơi pinball bao gồm:
- The Addams Family (1991)
- Indiana Jones: The Pinball Adventure (1993)
- Star Trek: The Next Generation (1993)
- Danh sách máy bắn pinball

## Trò chơi đổi thưởng và thương gia
Những trò chơi đổi thưởng như Skee-Ball đã xuất hiện từ thời lễ hội. Ngày nay, các trò chơi này đã được cải tiến để sử dụng điểm số điện tử và các cơ chế trò chơi khác. Người chơi có thể đổi phiếu giảm giá điện tử để nhận quà thay vì dùng tiền xu hoặc giấy tiền. Một trò chơi điện tử khác là Claw Crane, người chơi chỉ cần điều khiển cần cẩu từ xa để nhận phần thưởng.
Ví dụ về trò chơi đổi thưởng bao gồm:
- Whac-A-Mole (1976)
- Skee Ball - phiên bản điện hiện đại

Ví dụ về trò chơi thương gia bao gồm:
- Claw crane (1980)

## Máy đánh bạc

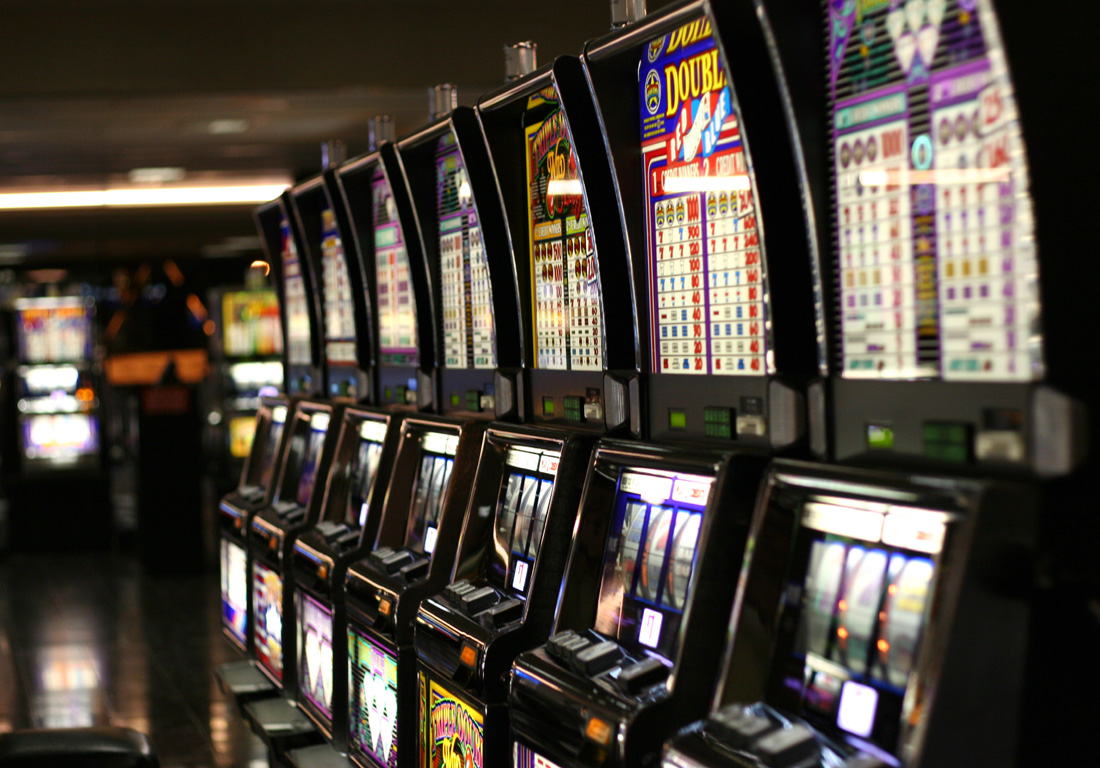
Row of digital-based slot machines inside a casino in Las Vegas

Máy slot, hay còn được gọi là máy đánh bạc, là một thiết bị cho phép người chơi tham gia trò chơi may rủi. Máy có màn hình hiển thị các cuộn quay, và khi người chơi kích hoạt trò chơi, các cuộn quay sẽ quay. Khi dừng lại, các biểu tượng trên màn hình xác định kết quả. Máy slot là hình thức đánh bạc phổ biến nhất trong các sòng bạc và tạo ra hầu hết thu nhập của sòng bạc. Công nghệ số đã mang đến sự phát triển cho máy slot, với các tính năng tương tác như vòng thưởng và đồ họa đa dạng. Thuật ngữ "máy slot" xuất phát từ các khe trên máy dùng để chèn và lấy ra đồng xu, trong khi "máy quả" đề cập đến các biểu tượng trái cây truyền thống trên các cuộn quay.

## Trò chơi âm thanh
Trò chơi âm thanh hay audio game hoặc trò chơi audio, là một trò chơi điện tử có thể chơi trên một thiết bị như máy tính cá nhân. Nó tương tự như một thiết bị lưu trò chơi video có phản hồi bằng âm thanh và xúc giác nhưng không có hình ảnh.
Trò chơi audio khởi đầu là một trò chơi 'truy cập mù' và chủ yếu do những người nghiệp dư và lập trình viên khiếm thị phát triển. Nhưng ngày càng có nhiều người tỏ ra quan tâm đến các trò chơi âm thanh, từ nghệ sĩ âm thanh, nhà nghiên cứu khả năng chơi trò chơi, cho đến nhà phát triển trò chơi di động và người chơi trò chơi video dòng chính. Hầu hết các trò chơi âm thanh đều chạy trên nền tảng máy tính cá nhân, mặc dù có một số trò chơi âm thanh dành cho thiết bị cầm tay và máy chơi trò chơi điện tử. Trò chơi âm thanh có nhiều thể loại giống như trò chơi điện tử, chẳng hạn như trò chơi phiêu lưu, trò chơi đua xe, v.v.
Ví dụ về trò chơi âm thanh bao gồm:
- Real Sound: Kaze no Regret (1997)
- Chillingham (2004)
- BBBeat (2005)

### Tròchơi trên bàn
Trò chơi âm thanh trên bàn là một trò chơi âm thanh được thiết kế để chơi trên bàn chứ không phải là trò chơi cầm tay.
Ví dụ về trò chơi âm thanh trên bàn bao gồm:
- Brain Shift (1998)[8]
- Who Wants to be a Millionaire? (2000)

## Trò chơi video
Trò chơi video là trò chơi có sự tương tác với giao diện người dùng để tạo phản hồi trực quan trên thiết bị video. Từ video trong trò chơi video theo ban đầu dùng để chỉ một thiết bị hiển thị Đồ họa raster. Tuy nhiên, với việc sử dụng phổ biến thuật ngữ "video game", bây giờ dùng cho việc ám chỉ bất kỳ thiết bị hiển thị nào.
Thuật ngữ "trò chơi số" (digital game) đã được một số người trong giới học thuật đề xuất như một thuật ngữ thay thế.

### Trò chơi Arcade
Trò chơi điện tử arcade sử dụng linh kiện điện tử và vi mạch tích hợp. Trong quá khứ, các trò chơi arcade chạy bằng đồng xu sử dụng phần cứng riêng biệt với nhiều CPU, chip âm thanh và đồ họa đặc biệt. Phần cứng trò chơi arcade hiện đại thường dựa trên phần cứng của máy console hoặc máy tính cao cấp. Các trò chơi arcade có thể đi kèm với phụ kiện đặc biệt như buồng động cơ có phản hồi lực, súng đặc biệt, màn hình chiếu phía sau, bản sao của buồng lái xe hoặc máy bay, hoặc bộ điều khiển đặc biệt như bàn nhảy múa và cần câu. Những phụ kiện này tạo nên sự khác biệt và mang lại trải nghiệm tương tác và chân thực hơn so với trò chơi trên máy tính hoặc console.
Ví dụ về trò chơi arcade bao gồm:
- Galaxy Game (1971)
- Pong (1972)
- Space Invaders (1978)
- Galaxian (1979)
- Pac-Man (1980)
- Battlezone (1980)
- Donkey Kong (1981)
- Street Fighter II (1991)
- Mortal Kombat (1992)
- Fatal Fury (1992)
- Killer Instinct (1994)
- King of Fighters (1994–2005)
- Time Crisis (1995)
- Dance Dance Revolution (1998)
- DrumMania (1999)
- House of the Dead (1998)

### Trò chơi điện tử trên máy tính
PC game còn gọi là trò chơi máy tính, là thể loại trò chơi video được chơi trên các máy tính cá nhân(PC), thay vì chơi trên máy chơi trò chơi điện tử tại gia hoặc máy chơi trò chơi arcade. Các đặc điểm cố định của nó bao gồm: phần cứng và phần mềm chơi game đa dạng hơn và do người dùng quyết định; và nói chung là công suất lớn hơn trong đầu vào, xử lý, đầu ra video và âm thanh. Hiện nay, về bản chất là do không có sự phối hợp nào rõ ràng trong thị trường trò chơi PC, và việc thiếu các phương tiện truyền thông vật lý, khiến việc đánh giá chính xác quy mô của nó trở nên khó khăn. Năm 2018, thị trường game PC toàn cầu được định giá khoảng 27,7 tỷ USD.

### Trò chơi console
Trò chơi console là một loại trò chơi video được chơi trên một máy chơi game console, hiển thị trên một truyền hình hoặc hệ thống âm thanh-hình ảnh tương tự. Người chơi có thể điều khiển trò chơi này bằng cách sử dụng một bộ điều khiển, bao gồm nút và các nút điều hướng như các joystick analog. Trò chơi console có thể được lưu trữ dưới dạng đĩa, cartridge, tải xuống kỹ thuật số hoặc trong bộ nhớ nội bộ của máy chơi console. Các hãng sản xuất console như Nintendo, Microsoft, Sony, Sega, Atari thường cung cấp sự hỗ trợ đặc biệt và tiếp thị cho các trò chơi độc quyền của họ trên console. Thị trường trò chơi console toàn cầu đã đạt giá trị khoảng 26,8 tỷ đô la vào năm 2018.

## Các trò chơi hỗn hợp hay kết hợp
Các trò chơi được pha trộn đề cập đến việc tích hợp một thành phần điện tử tương tác vào trong một game. Một trò chơi "hỗn hợp" hay "kết hợp" là bất cứ tabletop game nào trong đó một thiết bị điện tử và /hoặc ứng dụng là một yếu tố quan trọng đối với gameplay.
Những trò chơi này là chất xúc tác để tạo ra cơ chế trò chơi mới. Hậu quả quan trọng của công nghệ này là: sự thay thế có thể của cao thủ hoặc người dẫn dắt trò chơi cho một ứng dụng hoặc thiết bị, có thể công bằng hơn, ít có chỗ cho sự thiên vị, gian lận hoặc thiên vị, và có thể được ngẫu nhiên hóa một cách thông minh; khả năng sử dụng trí tuệ nhân tạo và học máy trong các trò chơi; ngẫu nhiên lớn hơn của các sự kiện; khả năng tiến hành các phép tính toán nhanh và tiên tiến, làm cho một số trò chơi phức tạp trở nên dễ dàng hơn hoặc có sẵn cho một nhóm người dùng rộng hơn; và tăng cường hòa nhập người chơi với sự trợ giúp của các kích thích khác nhau như âm thanh hoặc hình ảnh động.
Người ta có thể phân loại các game hỗn hợp như sau::
- Các thiết bị với mục đích nhất định: Trong đó trò chơi sử dụng một thiết bị có các chức năng nhất định (như xúc xắc điện tử hoặc spinner) để chơi trò chơi. Một ví dụ có thể kể đến là "Monopoly: Electronic Banking" (2007) của Hasbro,[20] nơi tất cả người chơi có một thẻ điện tử mang loại tiền ảo Monopoly và sử dụng máy để tăng và khấu trừ tài khoản của họ.
- Trò chơi công nghệ Beacon là những trò chơi di động, kỹ thuật số sử dụng Beacons (công nghệ BLE-Bluetooth Low Energy) để theo dõi và kiểm soát các phong trào và hành động của người chơi. Một ví dụ: Artifact Technologies đã tạo ra một board game kỹ thuật số trên thiết bị di động, được gọi là BattleKasters[21] nơi người chơi đi xung quanh để bỏ bùa hoặc mở khóa thẻ.
- Tương tác thực tế ảo: Các board game tương tác với thiết bị di động và đưa người chơi vào môi trường ảo thông qua hoạt hình, âm thanh và/hoặc rung. Ví dụ: Roar! by Trefl,[22] trong đó sử dụng âm thanh như là một phần của trò chơi.

## Khác

### Ứng dụng điện tử
Công nghệ điện tử đã được áp dụng rộng rãi trong nhiều lĩnh vực khác nhau. Trong các trò chơi bàn như Dark Tower, công nghệ điện tử đóng vai trò quan trọng. Còn trong các trò chơi điện tử không truyền thống như Rubik's Revolution hay các đồ chơi điện tử kết hợp giữa trò chơi và đồ chơi như Electronic Magic 8 Ball Date Ball hoặc Electronic Ouija Board, công nghệ điện tử cũng đóng vai trò quan trọng.

### Trò chơi điện cơ
Trò chơi điện cơ là các loại trò chơi tương tự như trò chơi video arcade, nhưng chúng sử dụng các thành phần điện cơ để tạo ra âm thanh hoặc hình ảnh thay vì màn hình. Những trò chơi này từng rất phổ biến vào những năm 1960 và 1970, nhưng sau đó bị trò chơi video vượt qua trong thời kỳ hoàng kim của trò chơi điện tử bắt đầu từ năm 1978.
Một ví dụ nổi tiếng là trò chơi Periscope của Sega vào năm 1966. Đó là một trò chơi mô phỏng tàu ngầm và bắn súng, sử dụng ánh sáng và sóng nhựa để tạo ra hiệu ứng giả lập đắm các con tàu. Sega cũng đã phát triển các trò chơi bắn súng sử dụng hình ảnh chiếu phía sau màn hình, giống như trò chơi bắn súng góc nhìn thứ nhất, ví dụ như trò chơi Duck Hunt vào năm 1969. Những trò chơi này có hiệu ứng âm thanh và in ra điểm số của người chơi.

### Trò chơi không dành cho người chơi
Công nghệ đã phát triển các trò chơi dành cho động vật, như các trò chơi dành cho thú cưng. Vì hầu hết các loài động vật không có khả năng cầm nắm tinh vi như con người, và khả năng nhìn thấy màu sắc của chúng cũng khác so với con người, nên các nhà phát triển đã tìm cách giải quyết những khó khăn này. Các sản phẩm như Mice Arena cho chuột, Chicken Petman và Cyberpounce cho mèo đã được phát triển.